# Public Image (песня)
«Public Image» — песня и дебютный сингл британской пост-панк группы Public Image Ltd. Был выпущен в формате 7-дюймовой пластинки со скоростью вращения 45 оборотов в минуту. Сингл занял 9-е место в британском хит-параде.
Британский журнал New Musical Express включил данную композицию в свой список «500 величайших песен всех времён», разместив её в нём на 242-й позиции.

## О сингле
Текст песни Лайдон написал, когда был ещё в Sex Pistols. В тексте он выражал своё неудовлетворение взаимоотношениями, сложившимися между ним и Малкольмом Маклареном и бывшими коллегами по музыкальному коллективу, а также своеобразным заявлением прессе, что новая группа будет ничем не похожа на прежнюю.
- Песня «Public Image» ничем не отличается от альбомной версии. По слухам, на песню был сделан микс, но до сих пор остаётся невыпущенным[6].
- Песня «The Cowboy Song» была написана специально, чтобы поиздеваться над людьми, которые покупают синглы[6]. Она абсолютно бессмысленная, и написанная в жанре нойз-рок. Песня состоит из ритма бас-гитары, барабанов и пьяных воплей участников группы.

## Упаковка
Первоначально конверт грампластинка была упакована в газетную бумагу с разными возмутительными заявлениями, и была выпущена в ограниченном тираже. Чуть позже переиздана в обычной упаковке для винила. В 2013 году сингл был снова переиздан в оригинальной газетной обложке.

## Список композиций
| №  | Название       | Длительность |
| -- | -------------- | ------------ |
| 1. | «Public Image» | 2:58         |

| №  | Название          | Длительность |
| -- | ----------------- | ------------ |
| 1. | «The Cowboy Song» | 2:17         |

## Участники записи
Public Image Ltd:
- Джон Лайдон — вокал
- Кит Левен — гитара, бас
- Джа Уоббл — бас-гитара
- Джим Уокер[англ.] — барабаны

## Позиции в хит-парадах
| Год  | Чарт                             | Высшая позиция | Пребывание в чарте |
| ---- | -------------------------------- | -------------- | ------------------ |
| 1978 | Великобритания (UK Albums Chart) | 9              | 8 недель           |
| 1978 | Ирландия (IRMA)                  | 15             | 1 неделя           |